# 馬田·柏度夫
馬田·柏度夫（1979年1月15日—），保加利亞職業足球員，2010年夏季以自由身加盟英超球會保頓，及後於2013年1月轉投西甲愛斯賓奴。

## 生平

### 球會
早年
柏度夫的足球生涯於家鄉的索菲亞中央陸軍開始。1999年6月，柏度夫首次獲得保加利亞國家足球隊的徵召，作為2000年歐洲國家盃外圍賽對英格蘭國家足球隊比賽的一員。可是，柏度夫卻有一個很差的開始，在後備上陣僅僅8分鐘，就拿下了2面黃牌並被球證驅逐出場。 後來，他轉會到德國甲組足球聯賽的球隊禾夫斯堡，並且開始展示他的突破能力。2005年夏天，柏度夫以1000萬歐元轉會到西班牙甲組足球聯賽球會馬德里競技。
在保加利亞非常不成功的2004年歐洲國家盃，柏度夫是其中一個表現比較好的球員。柏度夫更於最後一場射入今屆賽事保加利亞的唯一一球，雖然這只是一個點球。
2006年9月2日，柏度夫進行了一場2008年歐洲國家盃外圍賽代表國家隊對羅馬尼亞的比賽中，球隊正以2-0落後時，柏度夫在最後幾分鐘連進兩球，逼和對手。這場比賽亦標誌了柏度夫狀態的回歸，對斯洛文尼亞國家足球隊及荷蘭國家足球隊的比賽中都有進球。他的出色表現亦為他帶來2006年度成為「保加利亞足球先生」。
2007年7月24日，馬德里競技把他掛牌出售，只要有球會願意付出620萬歐元，就可以帶他離開。英超球會曼城和熱刺均對柏度夫感到興趣。
7月25日，經過各方的談判後，曼城以470 萬英磅(700萬歐元)轉會費把柏度夫羅致其下，並於7月26日正式簽約三年，約滿後離隊。
曼城
柏度夫於2007年7月26日正式離開馬德里競技並加盟曼城，以相對比較神秘的身份登錄英超，亦造就了他在這個大舞台中表演。在他的第一場英超比賽對韋斯咸中，柏度夫在左路快放後，用他的強勁左腳攻門得分。自此，柏度夫便成為曼城重要的一員。而柏度夫亦是球員中罕有地這麼快便適應英超的比賽。柏度夫的首季便上陣了32場，打進5球並助攻了8次。
保頓
2010年6月8日，效力了三年的曼城宣佈不與柏度夫續約，於季後轉為自由身球員。6月22日保頓獲得柏度夫加盟，於7月1日正式約滿曼城後成為保頓球員。
愛斯賓奴
2013年1月14日，西甲球會愛斯賓奴宣佈簽入剛同英冠球會保頓談妥中止合約的柏度夫至2012/13年度球季末。

### 國家隊
國際賽入球
| #   | 日期           | 地點                   | 對手       | 入球 | 比數 | 勝負 | 比賽                   |
| --- | -------------- | ---------------------- | ---------- | ---- | ---- | ---- | ---------------------- |
| 01. | 2000年11月14日 | 阿爾及利亞, 阿爾及爾   | 阿尔及利亚 | 2-1  | 2-1  | 勝   | 友誼賽                 |
| 02. | 2001年3月28日  | 保加利亞, 索菲亞       | 北爱尔兰   | 2-1  | 4-3  | 勝   | 2002年世界盃外圍賽     |
| 03. | 2001年3月28日  | 保加利亞, 索菲亞       | 北爱尔兰   | 4-1  | 4-3  | 勝   | 2002年世界盃外圍賽     |
| 04. | 2003年9月6日   | 保加利亞, 索菲亞       | 爱沙尼亚   | 1-0  | 2-0  | 勝   | 2004年歐洲國家盃外圍賽 |
| 05. | 2004年6月22日  | 葡萄牙, 吉馬朗伊斯     | 義大利     | 1-0  | 1-2  | 負   | 2004年歐洲國家盃       |
| 06. | 2004年10月9日  | 克羅地亞, 薩格勒布     |            | 1-2  | 2-2  | 和   | 2006年世界盃外圍賽     |
| 07. | 2005年6月4日   | 保加利亞, 索菲亞       |            | 1-2  | 1-3  | 負   | 2006年世界盃外圍賽     |
| 08. | 2005年8月17日  | 保加利亞, 索菲亞       | 土耳其     | 2-1  | 3-1  | 勝   | 友誼賽                 |
| 09. | 2005年9月7日   | 保加利亞, 索菲亞       | 冰島       | 3-2  | 3-2  | 勝   | 2006年世界盃外圍賽     |
| 10. | 2006年9月2日   | 羅馬尼亞, 康斯坦察     | 羅馬尼亞   | 1-2  | 2-2  | 和   | 2008年歐洲國家盃外圍賽 |
| 11. | 2006年9月2日   | 羅馬尼亞, 康斯坦察     | 羅馬尼亞   | 2-2  | 2-2  | 和   | 2008年歐洲國家盃外圍賽 |
| 12. | 2006年9月6日   | 保加利亞, 索菲亞       | 斯洛維尼亞 | 2-0  | 3-0  | 勝   | 2008年歐洲國家盃外圍賽 |
| 13. | 2006年10月7日  | 保加利亞, 索菲亞       | 荷蘭       | 1-0  | 1-1  | 和   | 2008年歐洲國家盃外圍賽 |
| 14. | 2007年6月6日   | 保加利亞, 索菲亞       | 白俄羅斯   | 1-1  | 2-1  | 勝   | 2008年歐洲國家盃外圍賽 |
| 15. | 2007年9月12日  | 保加利亞, 索菲亞       | 盧森堡     | 3-0  | 3-0  | 勝   | 2008年歐洲國家盃外圍賽 |
| 16. | 2008年2月6日   | 北愛爾蘭, 貝爾法斯特   | 北爱尔兰   | 1-0  | 1-0  | 勝   | 友誼賽                 |
| 17. | 2008年9月6日   | 蒙特內格羅, 波德戈里察 | 蒙特內哥羅 | 1-0  | 2-2  | 和   | 2010年世界盃外圍賽     |
| 18. | 2009年10月14日 | 保加利亞, 索菲亞       |            | 2-0  | 6-2  | 勝   | 2010年世界盃外圍賽     |
| 19. | 2009年10月14日 | 保加利亞, 索菲亞       |            | 6-1  | 6-2  | 勝   | 2010年世界盃外圍賽     |

## 外部連結
- 足球数据库：Martin Petrov的球员统计数据
- 馬田·柏度夫官方網頁[永久]

| 獎項              | 獎項                    | 獎項              |
| ----------------- | ----------------------- | ----------------- |
| 前任： 貝爾巴托夫 | 保加利亞足球先生 2006年 | 繼任： 貝爾巴托夫 |